# Erika Dos Santos
Erika L. Dos Santos Ramos (Madrid, 1997), conocida artísticamente como Erika Dos Santos y Erika2Santos, es una rapera y activista española de origen caboverdiano, pionera del freestyle femenino y las batallas de gallos en España.

## Trayectoria
Erika Dos Santos nació en Madrid en 1997 y es originaria de Cabo Verde. Empezó a rapear en el barrio de San Cristóbal de Madrid, donde creció. En 2016, Dos Santos impartió la charla Cosas que hacer antes de morir TEDxYouth en Madrid.
Participó en cuatro ocasiones en la Batalla de Gallos de Red Bull. En 2017 se convirtió en la primera mujer que conseguía pasar de ronda en esta competición, llegando a la que en aquel momento se denominaba 'El último hombre'. Esto hizo que la competición decidiera cambiar la denominación de la prueba por 'La última oportunidad', algo que se mantuvo en ediciones posteriores.

También ha desarrollado proyectos sociales que utilizan el rap como forma de intervención social y en 2018 impartió, junto con Sara Socas, talleres para adolescentes en riesgo de exclusión social en institutos de la Comunidad de Madrid en los que abordaban aspectos como la igualdad, la autosuperación o el respeto.

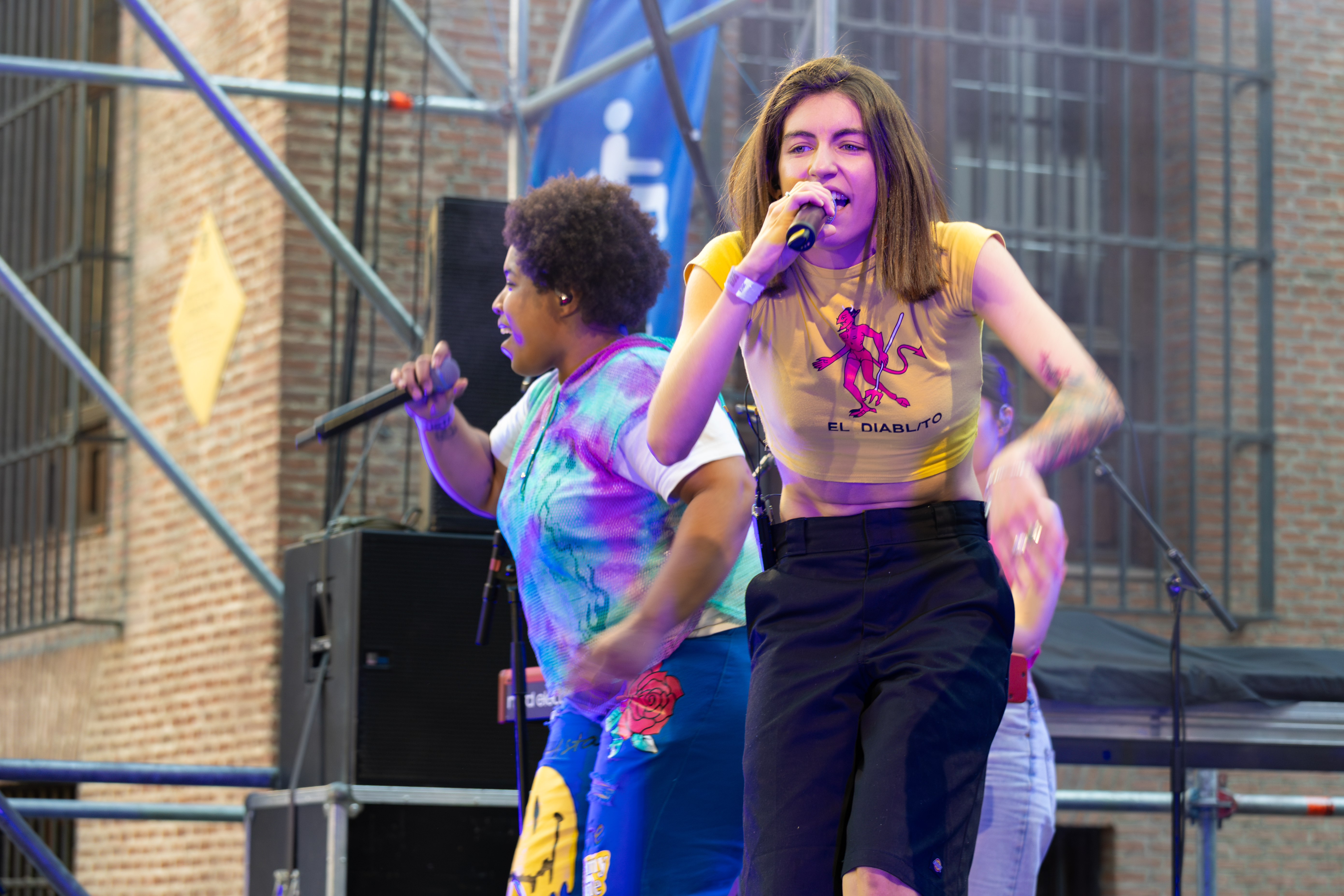
Erika Dos Santos y Sara Socas actuando en Madrid.

En 2019, se convirtió en una de las dos primeras mujeres en pasar a la semifinal de la Batalla de Gallos de Red Bull, junto con la también rapera Sara Socas. En 2018 participó en la edición española del programa de televisión Factor X, obteniendo por su actuación cuatro "síes" y en el que fue comparada con la rapera trinitense Nicki Minaj.
Ha impulsado el proyecto Cypher School  para fomentar la tolerancia a través del rap, la poesía y el freestyle en La Parcería, En 2024, formó parte del I Festival de Poesía y Música que se celebró en los campamentos de refugiados de Tinduf.

## Reconocimientos
En 2016, Dos Santos obtuvo el segundo premio en el festival Sanse Urbano, por detrás del también rapero Alberto Robledo Bustos, conocido como Robledo. En 2019 fue semifinalista de la Batalla de Gallos de Red Bull, un certamen internacional en la que compiten cantantes de rap MC de todos los países de lengua española.
En 2023, con motivo del 8M, Dos Santos fue una de las ocho mujeres homenajeadas por el medio Efeminista por su lucha por los derechos de las niñas y mujeres.